# Know.
Know. è il sesto album in studio del cantautore statunitense Jason Mraz, pubblicato nel 2018.

## Tracce
1. Let's See What the Night Can Do – 4:05
2. Have It All – 3:46
3. More Than Friends (featuring Meghan Trainor) – 3:01
4. Unlonely – 3:51
5. Better with You – 2:41
6. No Plans – 2:28
7. Sleeping to Dream – 3:42
8. Making It Up – 2:53
9. Might as Well Dance – 3:56
10. Love Is Still the Answer – 6:06

## Classifiche
| Classifica (2018) | Posizione massima |
| ----------------- | ----------------- |
| Australia         | 39                |
| Austria           | 24                |
| Belgio (Fiandre)  | 28                |
| Belgio (Vallonia) | 46                |
| Canada            | 10                |
| Francia           | 85                |
| Germania          | 27                |
| Norvegia          | 37                |
| Paesi Bassi       | 5                 |
| Portogallo        | 48                |
| Regno Unito       | 46                |
| Spagna            | 26                |
| Stati Uniti       | 9                 |
| Svizzera          | 14                |